# Изола дел Лири
Изола дел Лири (итал. Isola del Liri) је насеље у Италији у округу Фрозиноне, региону Лацио.
Према процени из 2011. у насељу је живело 10805 становника. Насеље се налази на надморској висини од 273 м.

## Становништво
| 1936.  | 1951.  | 1961.  | 1971.  | 1981.  | 1991.  | 2001.  | 2011.  |
| ------ | ------ | ------ | ------ | ------ | ------ | ------ | ------ |
| 10.867 | 12.550 | 12.118 | 12.354 | 13.045 | 12.794 | 12.191 | 11.963 |